# Luis I de Anhalt-Köthen
Luis I de Anhalt-Köthen (en alemán: Ludwig I., Fürst von Anhalt-Köthen; Dessau, 17 de junio de 1579-Köthen, 7 de enero de 1650) fue un príncipe alemán de la Casa de Ascania y gobernante del unificado principado de Anhalt. A partir de 1603, fue gobernante del principado de Anhalt-Köthen. También fue uno de los fundadores de la primera sociedad alemana (la Sociedad Fructífera).
Luis era el séptimo hijo varón del Príncipe Joaquín Ernesto de Anhalt, pero el quinto hijo de su segunda esposa Leonor, hija del Duque Cristóbal de Wurtemberg.

## Biografía
Al morir su padre en 1586, Luis heredó el principado de Anhalt conjuntamente con sus hermanos y hermanastros. Era el más joven de los hijos de Joaquín Ernesto que alcanzó la madurez, creció en Dessau en la corte de su hermano mayor y tutor, Juan Jorge I.
De 1596 a 1597, con diecisiete años, Luis realizó un Grand Tour por Europa viajando por Gran Bretaña, Francia y los Países Bajos. Para inicios de 1598 estuvo en Suiza y después visitó Austria, Hungría e Italia, donde permaneció hasta 1602. Durante una estancia en Florencia, Luis fue aceptado (con la asistencia de su tutor italiano Bastiano de' Rossi) como primer miembro alemán de la Accademia della Crusca, en la que era conocido con el nombre de "L'Acceso."
En 1603 se acordó una división formal del principado de Anhalt entre los cogobernantes supervivientes. Luis recibió Köthen, donde estableció su residencia principal.
Militar y políticamente Luis permaneció cauteloso, prefiriendo promover la agricultura vigorosamente. Construyó su nuevo palacio, como residencia oficial, en estilo italiano y la corte adoptó modales italianos. Con su apoyo financiero, se lanzó una importante iniciativa educativa en Köthen en 1619 bajo los auspicios de Wolfgang Ratke. Los problemas habidos con el clero local llevaron al encarcelamiento de Ratke durante ocho meses, y Luis dejó este proyecto incompleto.
En ocasión del funeral de su hermana Dorotea María, Duquesa de Sajonia-Weimar, el 24 de agosto de 1617, el senescal Kaspar von Teutleben propuso fundar una sociedad según el modelo de la Accademia della Crusca, la Sociedad Fructífera, y Luis fue elegido como su primer presidente, un puesto que conservó hasta su muerte. Como miembro, Luis utilizó el lema latino "Vita mihi Christ, morse lucrum."
Durante la guerra de los Treinta Años, el rey Gustavo Adolfo de Suecia transfirió el gobierno de las diócesis de Magdeburgo y Halberstadt a Luis. Esto provocó el recelo del Conde Axel Oxenstierna, quien deseaba ese cargo. Esto también fue una fuente de tensión en la Sociedad Fructífera, de la que Oxenstierna era miembro.

## Matrimonio e hijos
Luis contrajo matrimonio el 31 de octubre de 1606 en Rheda con Amöena Amalia (Bentheim, 19 de marzo de 1586 - Oldenburg, 8 de septiembre de 1625), hija del Conde Arnaldo III de Bentheim-Steinfurt-Tecklenburg-Limburg y hermana menor de Ana, la esposa del Príncipe Cristián I de Anhalt-Bernburg, hermano mayor de Luis. Tuvieron dos hijos:
1. Luis, Príncipe Heredero de Anhalt-Köthen (Köthen, 19 de octubre de 1607 - ibíd., 15 de marzo de 1624).
2. Luisa Amöena (Köthen, 28 de noviembre de 1609 - Harderwijk, Gelderland, 26 de marzo de 1625).

La muerte de su único hijo varón dejó a Luis sin heredero, pero fue la muerte de su esposa dieciocho meses después la que le hizo decidirse a buscar una nueva esposa que trajera el necesario heredero al principado.
Luis contrajo matrimonio el 12 de septiembre de 1626 en Detmold por segunda vez con Sofía (Detmold, 16 de agosto de 1599 - Köthen, 19 de marzo de 1654), hija del Conde Simón VI de Lippe. Tuvieron dos hijos:
1. Amalia Luisa (Köthen, 29 de julio de 1634 - ibíd., 3 de octubre de 1635).
2. Guillermo Luis, Príncipe de Anhalt-Köthen (Köthen, 3 de agosto de 1638 - ibíd., 13 de abril de 1665).